# Siwal (Kaliwungu)
Siwal is een bestuurslaag in het regentschap Semarang van de provincie Midden-Java, Indonesië. Siwal telt 1490 inwoners (volkstelling 2010).